# 1907年1月14日日食
1907年1月14日日食是一次日全食，發生於1907年1月14日。新月當天（即朔日），地球上觀測到月球和太阳的角距離極小，此時月球如果恰好在月球交點附近，穿過太阳和地球之間，與地球、太阳接近一直線，則會出現日食。月球本影接觸地表而使該區域完全得不到陽光，就會形成日全食，同時在本影兩側數千公里的半影範圍內遮擋部分陽光，形成日偏食。此次日全食經過了俄國和中國兩國，日偏食則覆蓋了欧洲東南部、亚洲大部及周邊部分地區。

## 日食概況

### 出現區域
俄國南部、今伏爾加格勒州西北部在日出時現在看到日全食，此後月球本影向東南經過裏海東北部、中亚，進入中國並在甘肅新疆省于闐縣東部（今屬該縣析置出的且末县）達到最大食分。此後本影轉向東北貫穿中國北部，又進入俄國，最終在日落時分結束於今薩哈共和國東南部。
本影經過的陸地包括：
- 俄罗斯帝国：第一次入境在今俄罗斯聯邦的伏爾加格勒州西北部接觸地表後向東南劃過該州，並經過阿斯特拉罕州東北部，經過今哈萨克斯坦的西哈薩克斯坦州西南部後自西北向東南斜貫阿特勞州西部和曼格斯套州中部偏北，斜貫今乌兹别克斯坦的卡拉卡爾帕克斯坦共和國、納沃伊州中南部並經過布哈拉州北部、撒馬爾罕州北部、吉扎克州除南端和極東北角外的絕大部分、錫爾河州除北端外的絕大部分、塔什干州南部，途中擦過哈萨克斯坦的突厥斯坦州南部，再斜貫塔吉克斯坦的索格特州後經過共和國直轄區東北半部、戈爾諾-巴達赫尚自治州北部，吉尔吉斯斯坦的巴特肯州除東北角外的大部和奧什州南部，第二次入境自西南向東北斜貫俄罗斯聯邦的外貝加爾邊疆區東南部，第三次入境自西南向東北斜貫俄罗斯聯邦的阿穆爾州北部，進入薩哈共和國東南部後擦過哈巴羅夫斯克邊疆區西部與薩哈共和國交界處極小區域並在薩哈共和國東南部離開地表；
- 中國：第一次入境自西向東貫穿甘肅新疆省（今屬新疆维吾尔自治区）中部偏南後經過青海西北部再自西南向東北斜貫甘肅省西北部、西套蒙古額濟納土爾扈特旗（今屬内蒙古自治区额济纳旗）、外蒙古南部和東部（今屬蒙古国）、黑龍江省西部（今内蒙古自治区呼伦贝尔市西部），第二次入境自西南向東北斜貫黑龍江省西北部（今内蒙古自治区呼伦贝尔市北部和黑龍江省大兴安岭地区西北部，其中最大食分位於甘肅新疆省于闐縣東部（今屬新疆维吾尔自治区且末县）。[3][4]

除了狹窄的全食帶內能看見日全食之外，月球半影覆蓋範圍內都能看到日偏食，包括亚洲除西伯利亚東北半部、千島群島東北半部、美屬菲律賓（今菲律賓）南部、蘇門答臘南半部和马来群岛其他所有島嶼之外的部分，及东欧東南部、非洲東北部。

### 基本參數
- 類型：日全食
- 食甚中心處（位於中國甘肅新疆省且末縣）資料：
  - 時間：1907年1月14日6:05:36.6

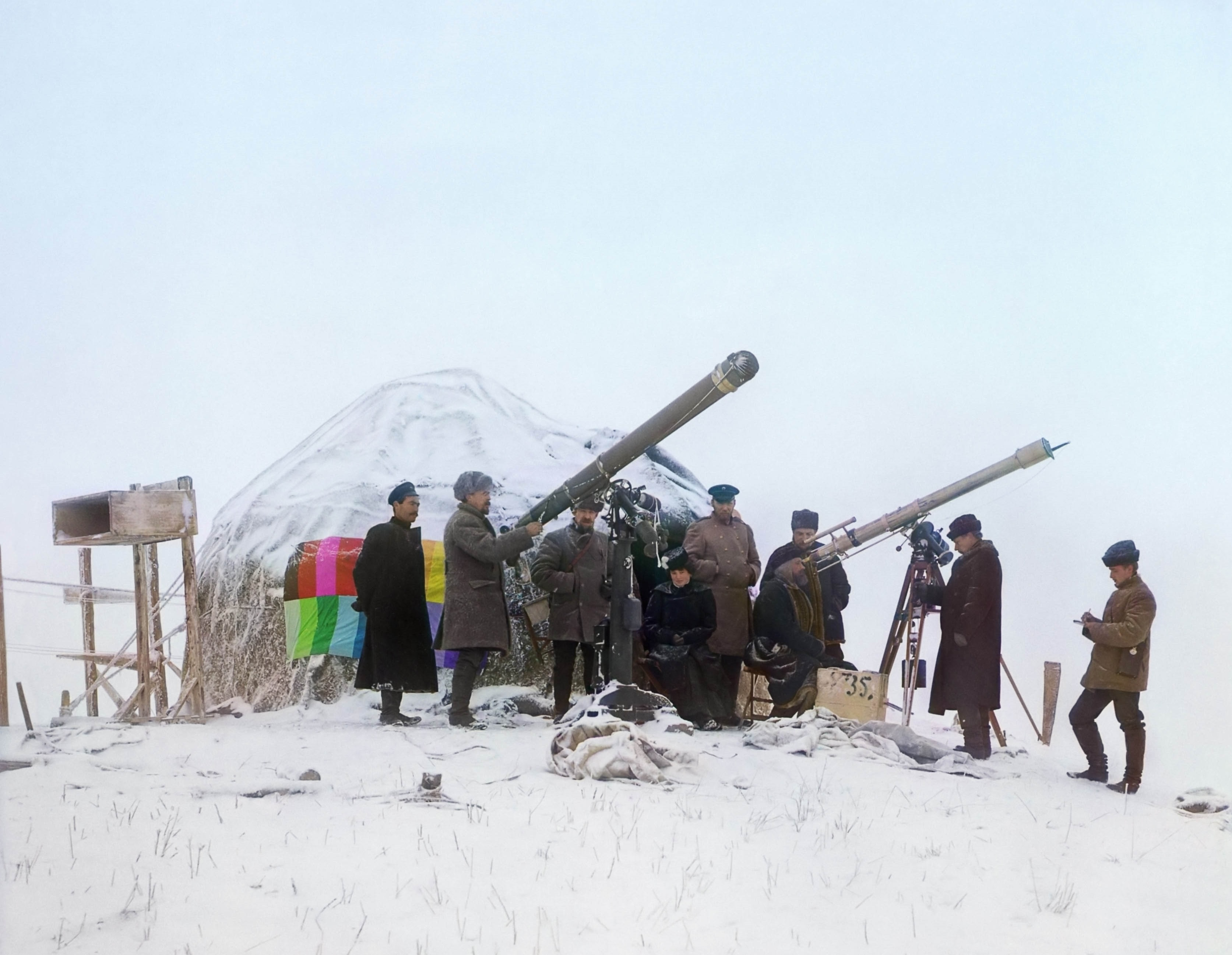
在蘇柳克塔觀測日全食的俄國觀測隊

  - 地點：38°17.8′N 86°23.4′E / 38.2967°N 86.3900°E
  - 食分：1.0281（全食帶內最大）
  - 日全食持續時間：2分24.7秒

## 觀測
一支俄國觀測隊在天山山脈西部阿賴山脈中的蘇柳克塔煤礦地區（今屬吉尔吉斯斯坦）觀測了日全食。巧合的是，當時俄國仍使用儒略曆，因此日全食當天恰好是1月1日新年。

## 相關的日食

### 1906-1909年的日食
月球交替位於相對的月球交點時，以半個交點年（食年），即約177天又4小時間隔出現下列日食。
註：1906年2月23日和1906年8月20日的日偏食屬於上一組交點年系列。
| 升交點   | 升交點                   |          | 降交點                    | 降交點 |
| 沙羅周期 | 地圖                     | 沙羅周期 | 地圖                      |        |
| 115      | 1906年7月21日 偏食（南） | 120      | 1907年1月14日 全食        |        |
| 125      | 1907年7月10日 環食       | 130      | 1908年1月3日 全食         |        |
| 135      | 1908年6月28日 環食       | 140      | 1908年12月23日 全環食     |        |
| 145      | 1909年6月17日 全環食     | 150      | 1909年12月12日 偏食（南） |        |

### 沙羅周期
沙羅周期長度為18年11天。本次日食屬於沙羅週期120，共包含71次日食，依次為933年5月27日至1041年7月30日的7次日偏食、1059年8月11日至1492年4月26日的25次日環食、1510年5月8日至1564年6月8日的4次全環食（亦稱混合食）、1582年6月20日至2033年3月30日的26次日全食、2051年4月11日至2195年7月7日的9次日偏食，總共歷時1262.11年。其中最長的全食發生於1997年3月9日，共持續了2分50秒。
下表列舉了1901年至2100年間發生的屬於該周期的日食，是第55至65次：
| 55            | 56            | 57            |
| ------------- | ------------- | ------------- |
| 1907年1月14日 | 1925年1月24日 | 1943年2月4日  |
| 58            | 59            | 60            |
| 1961年2月15日 | 1979年2月26日 | 1997年3月9日  |
| 61            | 62            | 63            |
| 2015年3月20日 | 2033年3月30日 | 2051年4月11日 |
| 64            | 65            |               |
| 2069年4月21日 | 2087年5月2日  |               |

## 資料來源
1. ↑  樊忠玉. . 中国天文科普网.   [2016-04-22]. （原始内容存档于2014-09-17）.
2. 1 2  Fred Espenak. . NASA Eclipse Web Site.   [2016-04-22]. （原始内容存档于2020-10-23）.（英文）
3. ↑  Fred Espenak. . NASA Eclipse Web Site.   [2016-04-22]. （原始内容存档于2020-10-20）.（英文）
4. ↑  Xavier M. Jubier. .   [2016-04-22]. （原始内容存档于2020-05-08）.（法文）（英文）
5. ↑  Fred Espenak. . NASA Eclipse Web Site.   [2016-04-22]. （原始内容存档于2017-12-28）.（英文）
6. ↑  . Письма о Ташкенте. 2009-09-21  [2016-04-23]. （原始内容存档于2020-10-27）.（俄文）
7. ↑  . 世界数字图书馆.   [2016-04-23]. （原始内容存档于2020-05-19）.（英文）
8. ↑  Fred Espenak. . NASA Eclipse Web Site.（英文）

## 外部連結
- NASA日食專頁（页面存档备份，存于）（英文）
- 可見區域圖和時間統計：由弗雷德·埃斯佩纳克做出的日食預報，NASA/GSFC
  - Google互動地圖呈現的日食範圍
  - 貝塞爾元素
- Google地圖顯示的日全食和日偏食範圍（页面存档备份，存于）（法文）（英文）

| \| \| 日食 \|                             |                              |                                           |
| 上一次日食： 1906年8月20日日食 （日偏食） | 1907年1月14日日食 （日全食） | 下一次日食： 1907年7月10日日食 （日環食） |
| 上一次日全食： 1905年8月30日日食          | 1907年1月14日日食 （日全食） | 下一次日全食： 1908年1月3日日食           |
|                                           | 日食                         |                                           |